# Franz Waxman
Franz Waxman (n. 24 decembrie, 1906 - d. 24 februarie, 1967) a fost un compozitor germano-american, câștigător al premiului Oscar. Deși a compus câteva lucrări clasice, el a rămas cunoscut mai ales datorită coloanelor sale sonore.

## Biografie
Waxman s-a născut Franz Wachsmann în Königshütte, Silezia, la acea vreme parte a Imperiului German, fiind cel mai mic din șase copii. Niciunul dintre membrii familiei nu era interesat de muzică, cu excepția lui Franz, care a început să studieze pianul la vârsta de șapte ani. Tatăl său, industriaș, crezând că fiul său nu va putea câștiga mult din muzică, l-a incurajat să înceapă o carieră de bancher. A lucrat timp de doi ani și jumătate pe postul de casier și și-a folosit salariul pentru a-și plăti lecțiile de pian, compoziție și armonie. Apoi a părăsit domeniul bancar și s-a mutat la Dresda și apoi la Berlin pentru a studia muzica.
În această perioadă și-a plătit lecțiile de muzică cântând la pian în cluburile de noapte și în Weintraub Syncopaters, o trupă de jazz populară în anii 1920. Friedrich Hollaender, care a compus muzică pentru Weintraub, i-a oferit lui Waxman prima sa angajare în domeniul cinematografic: orchestrator și dirijor pentru muzica din filmul The Blue Angel compusă de Hollaender. Producătorul filmului, Erich Pommer, totodată directorul studiourilor UFA din Berlin, a fost atât de mulțumit de orchestrarea lui Franz, încât i-a oferit prima angajare ca compozitor pentru filmul Liliom (1933), turnat în Paris, după ce Waxman a părăsit Germania din cauza regimului nazist. Următoarea angajare a lui Pommer, pentru filmul Music in the Air (1934) a lui Jerome Kern produs de Fox Films, l-a adus pe Franz în Statele Unite ale Americii.
Prima coloană sonoră originală a lui Franz în Hollywood a fost pentru filmul lui James Whale, The Bride of Frankenstein (1935), care a dus la încheierea unui contract pe doi ani și jumătate cu Universal Pictures ca director al departamentului de muzică. A compus muzica pentru multe din cele 50 de filme Universal la care el a servit ca  director muzical. Printre cele mai cunoscute se numără Magnificent Obsession, Diamond Jim și The Invisible Ray.
La doi ani după sosirea la Hollywood, Waxman, în vârstă de 30 de ani, a semnat un contract pe șapte ani cu MGM (Metro-Goldwyn-Mayer). Media sa anuală era în jur de șapte coloane sonore și în această perioadă a compus muzica pentru filmele lui Spencer Tracy, între care Captains Courageous, Dr. Jekyll and Mr. Hyde și Woman of the Year. În 1937 a fost împrumutat lui David O. Selznick pentru The Young In Heart, film pentru care a primit primele sale două nominalizări la Oscar, primele două din cele 12 nominalizări primite în cei 32 de ani petrecuți la Hollywood și din cele 144 de filme pentru care a compus muzica. În 1940 a fost din nou împrumutat lui Selznick pentru filmul Rebecca a lui Alfred Hitchcock pentru care a primit a treia nominalizare. Waxman a parasit MGM în 1943 pentru a începe o asociere lungă cu Warner Brothers.
În 1947, Waxman a înființat Festivalul Internațional de Muzică din Los Angeles, al cărui patron a fost timp de două decenii.
Waxman a câștigat premiul Oscar în 1951 pentru filmul lui Billy Wilder, Sunset Boulevard, și în 1952 pentru filmul lui George Stevens, A Place in the Sun. Timp de peste o jumătate de secol, Waxman a fost singurul compozitor care a reușit sa câștige Oscarul în doi ani consecutivi.
Waxman a murit de cancer la 24 februarie, 1967 în Los Angeles la vârsta de 60 de ani.

## Nominalizări și premii

### Premiile Oscar
- 1939 - The Young in Heart (nominalizare pentru cea mai bună coloană sonoră și pentru cea mai bună coloană sonoră originală)
- 1941 - Rebecca
- 1942
  - Dr. Jekyll and Mr. Hyde
  - Suspicion
- 1946 - Objective, Burma!
- 1947 - Humoresque
- 1951 - Sunset Boulevard
- 1952 - A Place in the Sun
- 1955 - The Silver Chalice
- 1960 - The Nun's Story
- 1963 - Taras Bulba

### Globurile de Aur
- 1951 - Sunset Boulevard
- 1963 - Taras Bulba

### Premiile Grammy
1959 - The Nun's Story